# راسيل جي. دنمور
راسيل جي. دنمور هو سياسي أمريكي، ولد في 28 نوفمبر 1884، وتوفي في 14 ديسمبر 1935. نشط حزبياً في الحزب الجمهوري. وقد انتخب عضو جمعية ولاية نيويورك ‏.